# 비에른 마르스 욘센
비에른 마르스 욘센(Bjørn Maars Johnsen, 1991년 11월 6일 ~ )은 노르웨이의 축구 선수이며 포지션은 공격수이다. 부모님 중 아버지는 노르웨이인, 어머니는 미국인으로 이중 국적을 가지고 있다. 현재 FC 토르페도 쿠타이시 소속이다.

## 생애
뉴욕에서 노르웨이인 아버지와 미국인 어머니 사이에서 태어난 존슨은 노스캐롤라이나에서 성장했다. 롤리에 위치한 니덤 B. 브로턴 고등학교에 다니며 축구부에서 활동했다.

## 클럽 경력

### 어린 시절
2년동안 볼레렝아와 퇸스베르그에서 뛰면서 축구 커리어를 시작한 존슨은 퇸스베르그에서 나와 스페인 안달루시아로 넘어가 하엔에 위치한 'CD 우베다 비바'라는 작은 팀에 약 3달 동안 들어가서 4경기밖에 뛰지 않았지만 클럽 역사상 첫 번째 외국인 선수가 되었다. 그리고 2012년 1월 4부 리그 안테케라 CF와 계약했다. 8개월 후인 2012년 8월 5일, 3부 리그 아틀레티코 발레아레스로 팀을 옮겼다.

### 아틀레티코 CP
2014년 7월 17일, 포르투갈의 아틀레티코 CP와 2년 계약을 맺었다. 8월달에 5경기 9득점이라는 놀라운 성과를 보이면서 세군다리가 이 달의 선수상을 수상했다. 존슨의 이러한 성과를 본 벤피카, 스포르팅 CP, 벨레넨스스 등의 팀들이 관심을 보였지만, 이적에 다다르지는 않았다. 포르투갈 언론에 따르면 벤피카는 30만 유로+선수 2명을 제안했지만 아틀레티코는 50만 유로를 원한다며 제안을 거절했다.

### 리텍스 로베치
반 시즌 동안 아틀레티코에서 31경기 16득점을 기록한 후, 불가리아의 리텍스 로베치로 팀을 옮겼다. 2015년 2월 28일 루도고레츠 라즈그라드전에 데뷔 경기를 치러서 승리를 거뒀다. 5월 23일 루도고레츠 전에서 해트트릭을 달성해 팀의 4-2 승리에 기여했다.

### 하트 오브 미들로디언
2016년 7월 22일, 스코티시 프리미어십 하트 오브 미들로디언과 3년 계약으로 이적했다. 2016년 8월 20일, 인버네스 캘리도니언 시슬 전에 74분 코너 새먼과 교체 출전해 데뷔 경기를 치러 78분에 첫 터치로 어시스트를 기록했다.

### ADO 덴하흐
2017년 7월 31일, 네덜란드의 ADO 덴하흐로 이적해 리그 34경기 19득점을 기록해 리그 득점 2위에 올랐다.

### AZ 알크마르
ADO 덴하흐에서 훌륭한 시즌을 보낸 존슨은 2018년 AZ 알크마르로 이적했다. 하지만 성적 부진의 이유로 로센보르그 BK로 임대이적했다.

### 울산 현대
2020년 1월, 울산 현대 측에서 비욘 존슨의 영입을 발표했다. 그리고, 2월 11일 AFC 챔피언스리그 FC 도쿄 전에 데뷔 경기를 치렀고, 2020 시즌에는 5골을 기록하였다. 그 후, 2020 ACL에서 5골 1도움을 기록하여 팀의 우승에 큰 도움을 주어 우승을 이끌어냈다.

### CF 몽레알
비욘 존슨은 2021년 2월 4일에 울산을 떠나 티에리 앙리가 감독으로 있는 MLS의 CF 몽레알로 이적하였다.

### FC 서울
2023 시즌 중 여름이적시장을 통해 FC 서울에 입단했다.

## 국가대표팀 경력
노르웨이와 미국 이중국적으로 미국 대표팀의 관심을 받기도 했지만, 2017년 6월 노르웨이 대표팀에서 스웨덴과의 친선전에 데뷔했다.

## 수상 내역

### 클럽

#### 울산 현대
- AFC 챔피언스리그 우승: 2020